# World Series of Poker 1998
Le World Series of Poker 1998 furono la ventinovesima edizione della manifestazione. Si tennero dal 21 aprile al 14 maggio presso il casinò Binion's Horseshoe di Las Vegas.
Il vincitore del Main Event fu Scotty Nguyen.

## Eventi preliminari
| Evento                                      | Vincitore       | Premio   | Ultimo giocatore eliminato |
| ------------------------------------------- | --------------- | -------- | -------------------------- |
| $2.000 Limit Hold'em                        | Farzad Bonyadi  | $429.940 | Paul Scarim                |
| $1.500 Seven Card Razz                      | Doyle Brunson   | $93.000  | Ray Dehkharghani           |
| $1.500 Limit Omaha                          | Michael Shadkin | $109.800 | Jan Lundberg               |
| $1.500 seven card stud                      | Kirk Morrison   | $148.185 | Max Stern                  |
| $1.,500 Pot Limit Omaha                     | Donnacha O'Dea  | $154.800 | Johnny Chan                |
| $1.500 seven card stud Split                | Tommy Hufnagle  | $139.305 | Don Holt                   |
| $2.000 No Limit Hold'em                     | Jeff Ross       | $259,000 | Layne Flack                |
| $2.000 Omaha 8 or better                    | Chau Giang      | $150,960 | Carl Bailey                |
| $2.000 Pot Limit Hold'em                    | Daniel Negreanu | $169,460 | Dominic Bourke             |
| $2.500 seven card stud                      | Artie Cobb      | $152.000 | Helmut Koch                |
| $2.500 Pot Limit Omaha                      | T. J. Cloutier  | $136.000 | Doyle Brunson              |
| $2.500 seven card stud Split                | Bill Gempel     | $120.000 | Hershey Entin              |
| $3.000 Limit Hold'em                        | David Chiu      | $205.200 | Mickey Seagle              |
| $3.000 Omaha 8 or better                    | Paul Rowe       | $133.200 | James Van Alstyne          |
| $3.000 Pot Limit Hold'em                    | Steve Rydel     | $206.400 | Dave Ulliott               |
| $5.000 Deuce to Seven Draw                  | Erik Seidel     | $132.750 | Will Wilkinson             |
| $3.000 No Limit Hold'em                     | Ken Buntjer     | $268.620 | Gorden Hall                |
| $5.000 seven card stud                      | Jan Chen        | $208.000 | Don Barton                 |
| $5.000 Limit Hold'em                        | Patrick Bruel   | $224.000 | Robert Redman              |
| $1.000 seven card stud riservato alle donne | Mandy Commanda  | $40.000  | Jerri Thoma                |

## Main Event
I partecipanti al Main Event furono 350. Ciascuno di essi pagò un buy-in di 10.000 dollari.

### Tavolo finale
| Piazzamento | Nome           | Premio     |
| ----------- | -------------- | ---------- |
| 1°          | Scotty Nguyen  | $1.000.000 |
| 2°          | Kevin McBride  | $687.500   |
| 3°          | T. J. Cloutier | $437.500   |
| 4°          | Dewey Weum     | $250.000   |
| 5°          | Lee Salem      | $190.000   |
| 6°          | Ben Roberts    | $150.000   |
| 7°          | Jan Lundberg   | $112.500   |
| 8°          | Marc Brochard  | $75.000    |
| 9°          | Paul McKinney  | $57.500    |